# Olivier Diomandé
Olivier Diomandé, né le 26 avril 1974 à Lyon (Rhône), est un joueur de rugby à XV ivoirien. En Août 2010, il rejoint son frère Laurent, qui évolue au centre, dans le club de Nîmes. Il joue également avec lui avec la sélection de Côte d'Ivoire. 
Il joue en équipe de Côte d'Ivoire et évolue au poste de talonneur, depuis Septembre 2010, au sein de l'effectif du RC Nîmes (1,80 m pour 110 kg). 

## Carrière
- 1992-1994 : Club sportif Annonay
- 1994-1997 : US Romans Péage
- 1997-1998 : Stade français Paris
- 1998-2000 : RC Nîmes
- 2000-2002 : CA Bègles-Bordeaux
- 2002-2008 : Montpellier RC
- 2008-2010 : Racing Métro 92
- 2010-2011 : RC Nîmes

## Palmarès

### En club
- Champion de France de rugby Pro D2 2003 (Montpellier)
- Vainqueur du Bouclier Européen 2004 (Montpellier)
- Champion de France de rugby Pro D2 avec le Racing Métro 92 en 2009.

### En sélection
- Sélectionné en équipe de Côte d'Ivoire depuis 2006